# 拉韋拉德科羅

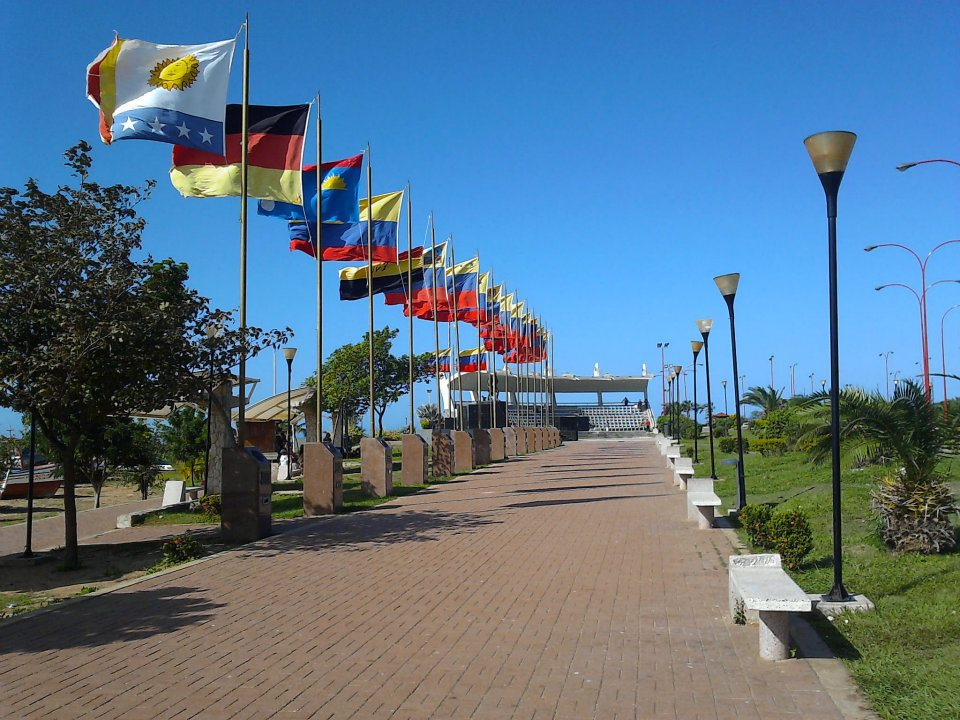

拉韋拉德科羅（西班牙語：La Vela de Coro），是委內瑞拉的城鎮，位於該國西北部法爾孔州，是科利納市的首府，始建於1528年，在1993年12月被聯合國教科文組織列入世界遺產名錄。